# Šalim
Šalim (Šlm, Aussprache verm. Schalem, fälschlich Salem oder Salim) ist ein ugaritischer Gestirns-Gott.

## Deutung
William Albright identifizierte Šalim als Gott der Abenddämmerung. Šalim wird auch mit dem Planeten Venus als Abendstern in Verbindung gebracht, dementsprechend seine Schwester Šaḥar als Göttin der Morgendämmerung mit dem Morgenstern.
Für John Gray sind sowohl Šaḥar als auch Šalim als der feurig brennende Morgenstern und der wohltätige milde Abendstern Verkörperungen des Gottes der Venus ʾAthtar (ʾṯtr), dem Sohn von Sin und Athirat. Er sieht Verbindungen nach Südarabien.
Eine Verehrung in Palmyra und Edessa ist möglich, aber nicht sicher belegt. Julian berichtet von der Verehrung von Azizos und Monimos in Edessa, was eine Wiedergabe der Beinamen von Šalim und Šaḥar sein könnte.
Star hält den „Mythos der freundlichen und schönen Götter“ für das Ritual einer Heiligen Hochzeit.
Ob Šalim mit dem assyrischen Gott Šalmanu gleichgesetzt werden kann, ist umstritten.